# Cees van der Feer Ladèr
Christiaan (Cees) van der Feer Ladèr (Vreeland, 12 november 1886 - Baarn, 27 december 1951) was een kunsthandelaar, verzamelaar en econoom. 
Christiaan van der Feer Ladèr was de zoon van Frans Hendrik Christiaan Feer Lader en Margaretha Ménage. Rond 1920 erfde hij tekeningen van oude meesters die hij daarna aanvulde. Nadat hij bijna al zijn tekeningen van de hand had gedaan richtte hij zich op het verzamelen van kunstvoorwerpen, schilderijen en miniaturen. Na zijn eerste huwelijk met Eugenia Alida Maria Kuijff hertrouwde hij op 7 juli 1922 met de kunstenares Else Lohmann die hij in Rome had leren kennen. Met haar kreeg hij een zoon en een dochter. 
Na een tijd als kunstenaar in Nunspeet te hebben gewerkt verhuisde Van der Veer Ladèr in 1936 naar villa Forest Hill aan de Hertog Hendriklaan 2 in Baarn. In 1941 begon Van der Feer Ladèr in Baarn een kunsthandel met vijftiende- en zestiende-eeuwse kunst als specialiteit. Hij deed veel zaken met de Utrechtse handelaar Wiegersma, die een zaak had in de Minrebroederstraat. Van der Feer Ladèr was Duitsgezind en streed tegen handel in valse schilderijen en de beunhazerij in het veilingwezen. Hij werd begraven op de Nieuwe algemene begraafplaats aan de Wijkamplaan in Baarn. Zijn collectie werd na zijn dood geveild bij Frederik Muller & Co. in Amsterdam.